# Yui (imię)
Yui (jap. ゆい, ユイ) – żeńskie imię japońskie używane także jako nazwisko.

## Możliwa pisownia
Yui można zapisać używając wielu różnych znaków kanji i może znaczyć m.in.:
- 唯, „jedyny”
- 結, „łączyć”
- 唯衣, „jedyny, odzież”
- 由衣, „powód, odzież”
- 結衣, „łączyć, odzież”
- 悠依
- 由依

Jako nazwisko
- 由井
- 油井

## Znane osoby
O imieniu Yui
- Yui Mizuno (由結), japońska piosenkarka i modelka
- Yui Aragaki (結衣), japońska piosenkarka, aktorka i seiyū
- Yui Asaka (唯), japońska piosenkarka i aktorka
- Yui Horie (由衣), japońska piosenkarka i seiyū
- Yui Ichikawa (由衣), japońska aktorka i piosenkarka
- Yui Ishikawa (由依), japońska seiyū
- Yui Itsuki  (ゆい), wokalista zespołu Yōsei Teikoku i seiyū
- Yui Kamiji (結衣), japońska tenisistka
- Yui Makino (ユイ), japońska seiyū
- Yui Natsukawa (結衣), japońska aktorka
- Yui Ōhashi (悠依), japońska pływaczka
- Yui Satonaka (唯), japońska aktorka
- Yui Yoshioka (唯), japońska wokalistka rockowa i aktorka

O nazwisku Yui
- Kimiya Yui (油井), japoński astronauta
- Noriko Yui, japońsko-kanadyjska profesor matematyki
- Toshiki Yui (唯), japoński mangaka

## Fikcyjne postacie
O imieniu Yui
- Yui (ユイ), bohaterka powieści i anime Sword Art Online
- Yui (ユイ), bohaterka mangi i anime Angel Beats
- Yui Hirasawa (唯), bohaterka mangi i anime K-On!
- Yui Hongo (唯), bohaterka mangi i anime Tajemnica przeszłości
- Yui Ikari (ユイ), bohaterka anime Neon Genesis Evangelion
- Yui Inaba (結衣), bohaterka visual novel Flyable Heart
- Yui Kasuga (結), główna bohaterka anime Corrector Yui
- Yui Kiriyama (唯), bohaterka anime i mangi Kokoro Connect
- Yui Komori (ユイ), bohaterka anime i gry Diabolik Lovers
- Yui Kotegawa (唯), bohaterka mangi i anime To Love-Ru
- Yui (ゆい), główna bohaterka mangi Indian Summer
- Yui Minamito (唯), bohaterka mangi i anime Strawberry 100%
- Yui Narumi (ゆい), bohaterka anime Lucky Star

O nazwisku Yui
- Meroko Yui (ユイ), bohaterka mangi i anime Full Moon o sagashite